# Liemeer
Liemeer este o fostă comună din provincia Olanda de Sud, Țările de Jos. În 2007 a fost reorganizată teritoriul său fiind inclus în noua comună Nieuwkoop.

## Localități componente
Nieuwveen, Noorden, Vrouwenakker, Zevenhoven.